# Antiblemma trepidula
Antiblemma trepidula är en fjärilsart som beskrevs av Paul Dognin 1912. Antiblemma trepidula ingår i släktet Antiblemma och familjen nattflyn. Inga underarter finns listade i Catalogue of Life.